# Korczówka (rejon żydaczowski)
Korczówka (ukr. Корчівка) – wieś na Ukrainie. Należy do rejonu stryjskiego (do 2020 roku do rejonu żydaczowskiego) w obwodzie lwowskim i liczy 244 mieszkańców.

## Historia
W II Rzeczypospolitej do 1934 roku wieś stanowiła samodzielną gminę jednostkową w powiecie żydaczowskim w woj. stanisławowskim. W związku z reformą scaleniową została 1 sierpnia 1934 roku włączona do nowo utworzonej wiejskiej gminy zbiorowej gminy Żórawno w tymże powiecie i województwie. Po wojnie wieś weszła w struktury administracyjne Związku Radzieckiego.
W 1867 we wsi urodził się Ludomił Korczyński – polski lekarz, profesor balneologii i klimatoterapii Uniwersytetu Jagiellońskiego, współzałożyciel i prezes Towarzystwa Balneologicznego (1905–1936).